# Submariner Vulkan

Schemazeichnung: Submarine Eruption

Ein submariner Vulkan ist eine Spalte in der Erdkruste, die sich unter der Meeresoberfläche befindet und durch die Magma an die Oberfläche dringt.
Die submarinen, das heißt unterseeischen, Vulkane sind einerseits die häufigsten auf der Erde vorkommenden Vulkane. Andererseits sind sie aufgrund ihrer Lage, die sich bis zu mehrere tausend Meter unter der Meeresoberfläche befinden kann, auch diejenigen, die im Allgemeinen noch am wenigsten untersucht sind.
Unterseeische Vulkane an mittelozeanischen Rücken sind schätzungsweise für 75 % des jährlichen Ausstoßes an Magma auf der Erde verantwortlich. An den Ozeanrücken wie zum Beispiel am Mittelatlantischen Rücken findet man auch besonders viele Spaltenvulkane, die eher zu effusiven Eruptionen neigen.
Zwar befinden sich die meisten dieser Vulkane tief unter der Meeresoberfläche, einige jedoch liegen in verhältnismäßiger Nähe zu ihr und können damit bei einem Ausbruch wegen der Gas- und Aschenemissionen benachbarte bewohnte Gebiete gefährden.

## Entstehung eines submarinen Vulkans

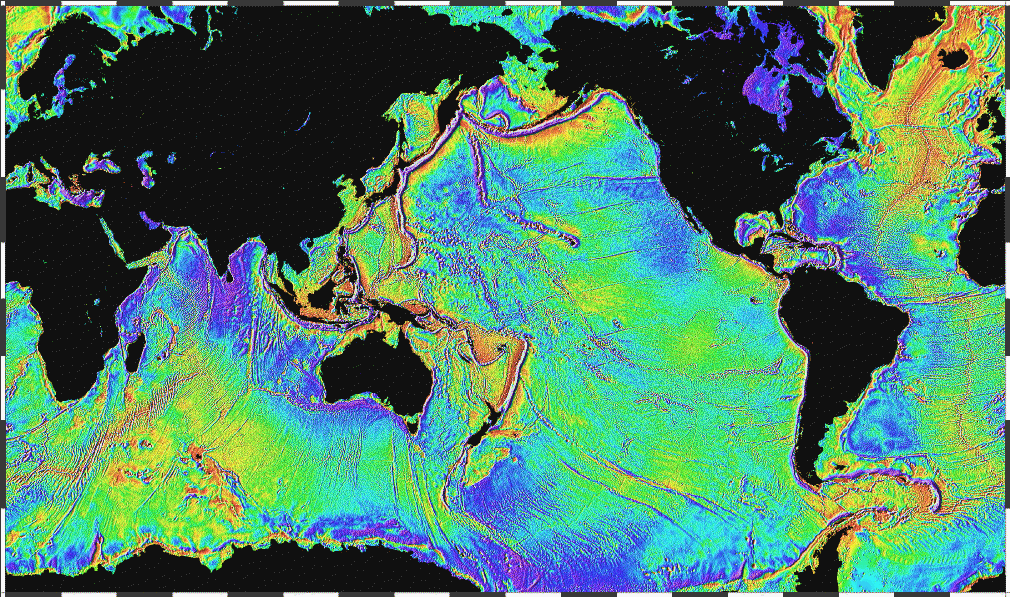
Der Ozeanboden im Satellitenbild

Submariner Vulkan (volcan sous-marin) als Hindernis in einer Subduktionszone am Beispiel Kalifornien

Die Magmen bilden sich an der Grenze zwischen Erdmantel und Erdkruste die bei Ozeanen in etwa 10 km Tiefe liegt. Die Bewegungen der Kontinentalplatten bewirken, dass an bestimmten Stellen die Erdkruste besonders dünn und von Spalten zerfurcht ist. Dies gilt vor allem für die Ozeanrücken wie den Mittelatlantischen Rücken, wo zwei Platten auseinanderdriften, aber auch für die Subduktionszonen, wie man sie z. B. am Pazifischen Feuerring findet, wo sich eine Platte unter eine andere schiebt. Auch Hot Spots, die unabhängig von Plattenverschiebungen sind, bewirken Vulkanausbrüche im Meer, wie man z. B. bei den Hawaiischen Inseln beobachten kann.
An diesen Stellen ist es besonders einfach für Magmen aufzusteigen. Diese infiltrieren sich in andere Schichten und bilden zunächst Intrusionen, auf denen sich die eigentlichen Vulkane aufbauen. Aufgrund der schnellen Abkühlung durch das 1 bis 2 °C kalte Meerwasser wie auch des starken Druckes nimmt ein beträchtlicher Teil der ausgestoßenen Lava Röhrenform an. Es handelt sich um Kissenlaven. Im Zentrum der unterseeischen Vulkane findet man ebenso wie an denen auf der Erdoberfläche eine große Menge an Fördergängen und eine bis mehrere Magmakammern. Durch diese steigt das Magma an die Oberfläche und mit abnehmendem Druck bilden sich Gasblasen in ihm. Diese wiederum bewirken explosive Unterwasserausbrüche in Tiefen von etwa 1000 m unter der Meeresoberfläche bis knapp unter diese. Dabei bilden sich pyroklastische Materialien, aber auch feine bis feinste Glaspartikel, die ihrerseits die ziemlich erosionsgefährdeten Hänge des Vulkans darstellen. Diese Zusammensetzung aus sehr lockerem Material erklärt die Häufigkeit von Hangrutschen an submarinen Vulkanen und auch Ozeaninseln, wie beispielsweise in Teneriffa.

## Arten von submarinen Vulkanen

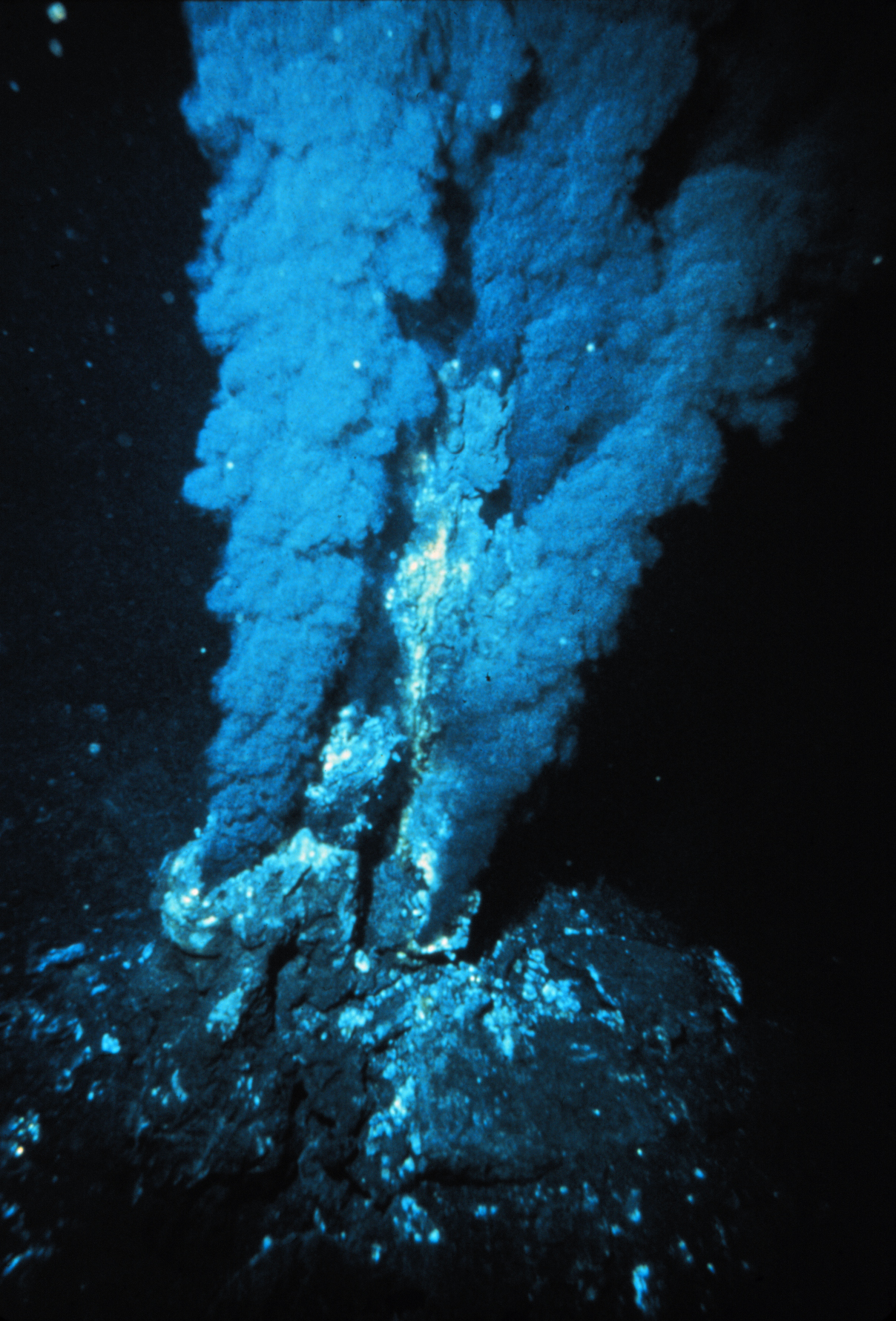
Schwarze Raucher am Mittelatlantischen Rücken

### Seamount

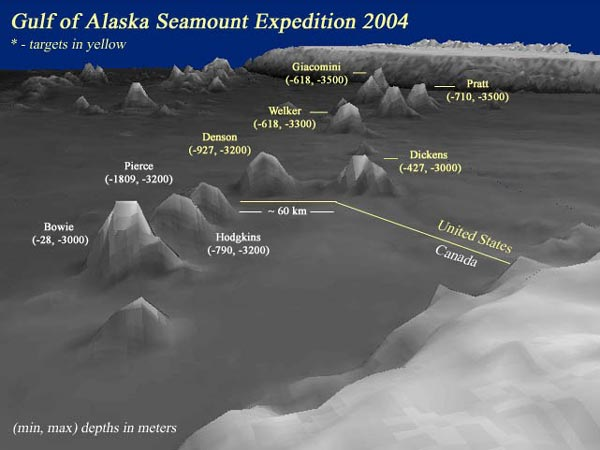
Seamounts im Golf von Alaska

Die meisten submarinen Vulkane nennt man Seamounts. Sie stellen die häufigste auf der Erde vorkommende Vulkanart dar, mit allein über einer Million im Pazifik. Sie befinden sich vor allem in der Nähe von Mittelozeanischen Rücken und Subduktionszonen, wo sie geradezu Hindernisse bilden können, an denen die Platten hängenbleiben, was zu heftigen Erdbeben führt.
Seamounts, die nahe an den Mittelozeanischen Rücken liegen, fördern vorzugsweise Laven tholeiitischer Zusammensetzung, je weiter sie von den Rücken entfernt sind, desto mehr alkalische Laven werden produziert.

### Guyot
Ein Guyot ist eine spezielle Art von Seamount. Man erkennt ihn an seiner abgestumpften Kegelform.
Es sind ehemalige Seamounts, die durch Erosion verformt wurden und oft mit fossilen Korallenriffen bedeckt sind. Manche von ihnen haben auch durch die Bildung einer Caldera ihre spezielle Form erhalten.

### Ozeaninseln
Ausschließlich in Fällen, bei denen die Eruptionsrate die der Erosion bei weitem übersteigt, können sich schließlich Ozeaninseln bilden, wie man es z. B. ab 1963 im Falle von Surtsey beobachten konnte.

## Erforschung submariner Vulkane

### Eruptionen und Gefahrenpotential

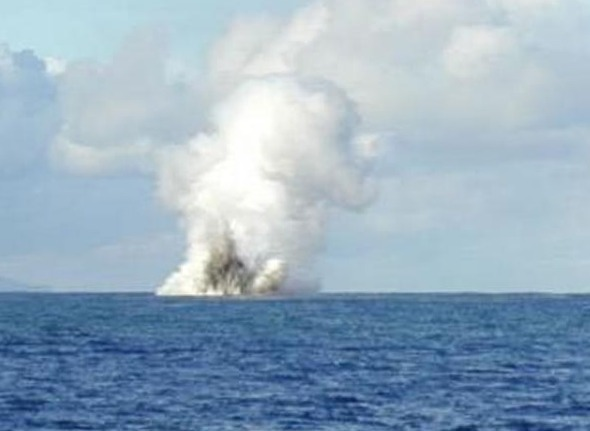
Explosive Eruption des Seamounts Kavachi

Die Forschung bezüglich submariner Vulkane ist teuer und aufwändig.
Sie sind oft nicht einfach zu entdecken. Das liegt u. a. daran, dass ihre Eruptionen gedämpft werden. Die Wärmeleitfähigkeit des Wassers bewirkt eine rapide Abkühlung der Auswurfmaterialien, so dass sich das Magma sehr viel schneller als an der Luft in vulkanisches Glas verwandelt. Je nach Tiefe der über ihnen liegenden Wasseroberfläche erhöht sich der auf ihnen lastende Druck. Dies dämpft die Explosivität der Eruption in bedeutendem Maße, so dass die Ausbrüche mit zunehmender Wassertiefe umso schwerer feststellbar sind.

### Forschungsbeispiele

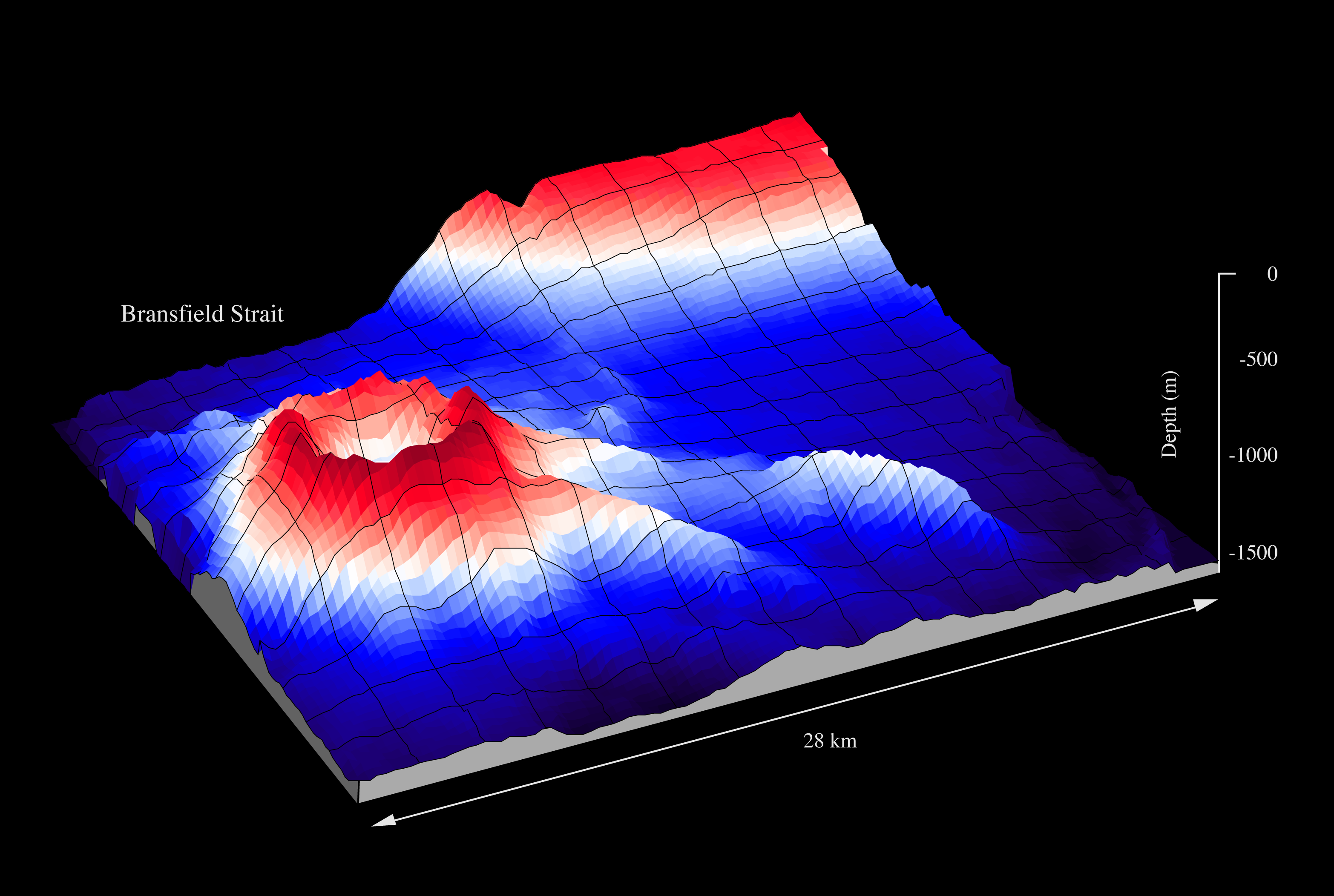
Submariner Vulkan in der Bransfield Strait, Antarktis

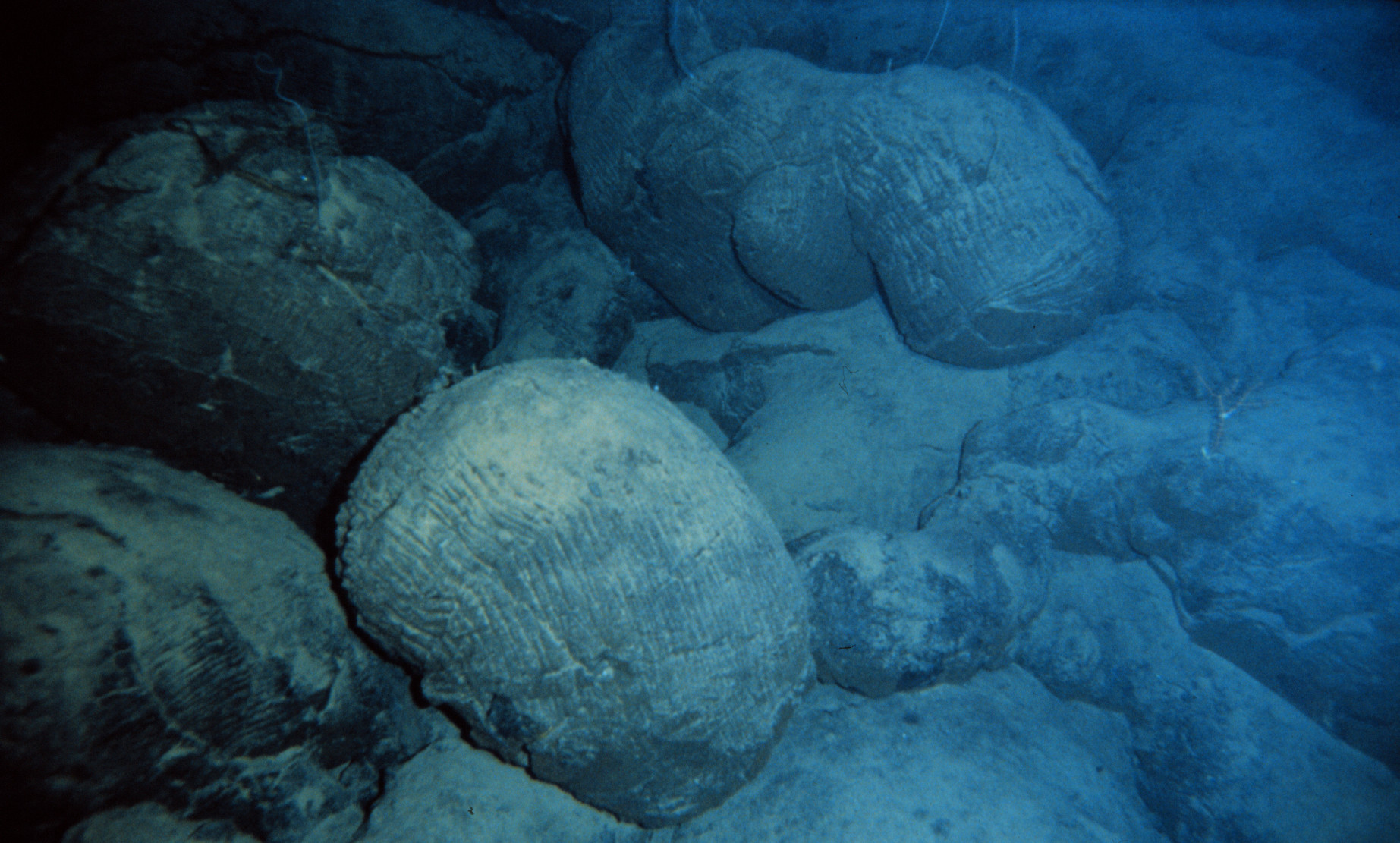
Kissenlaven, Auswurfmaterial eines submarinen Vulkans

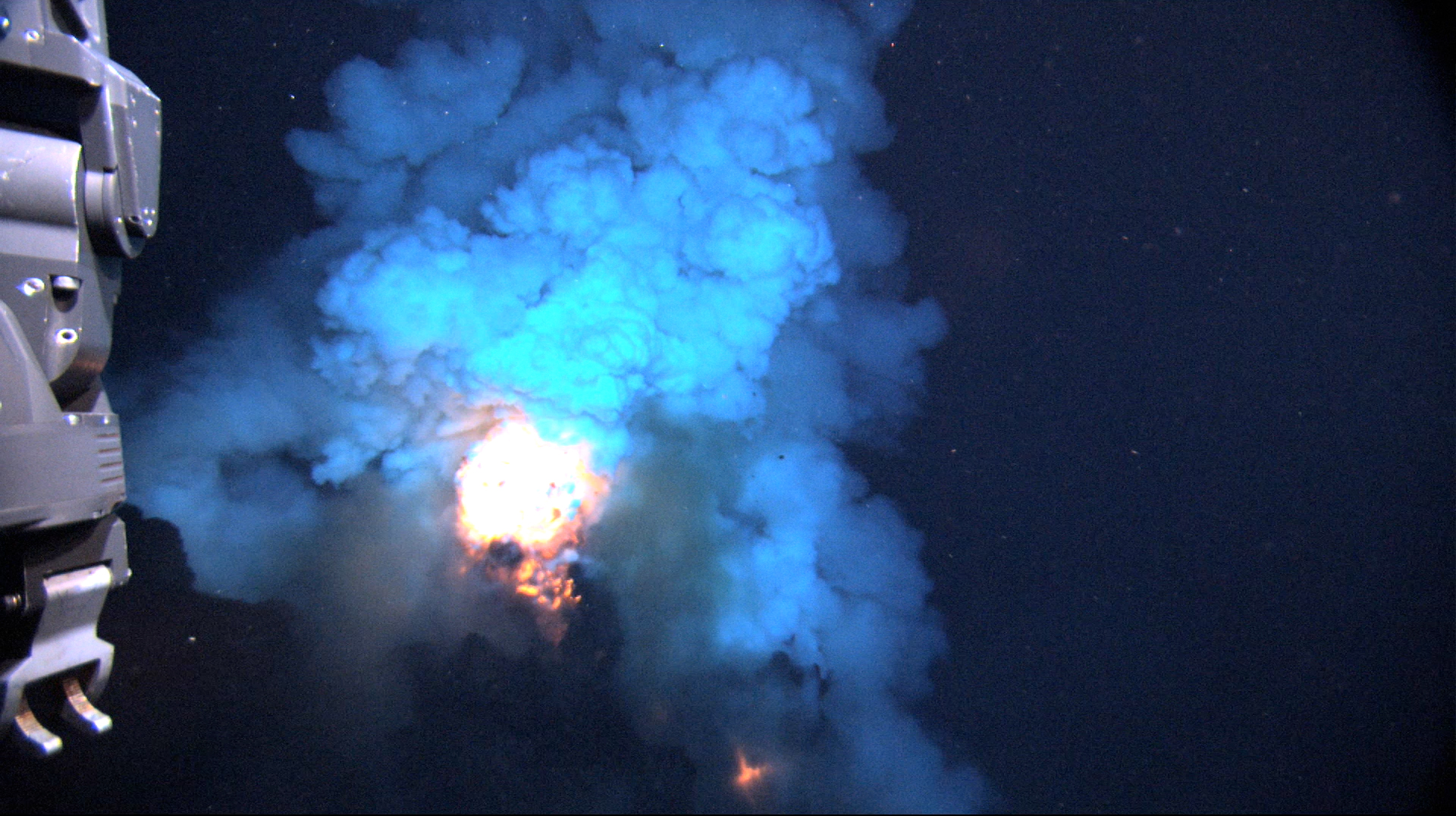
Unterwassereruption, West Mata

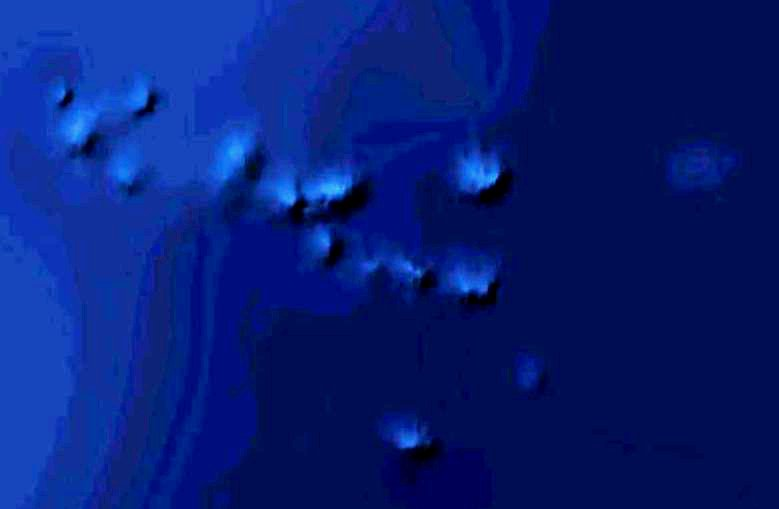
New Foundland Seamounts

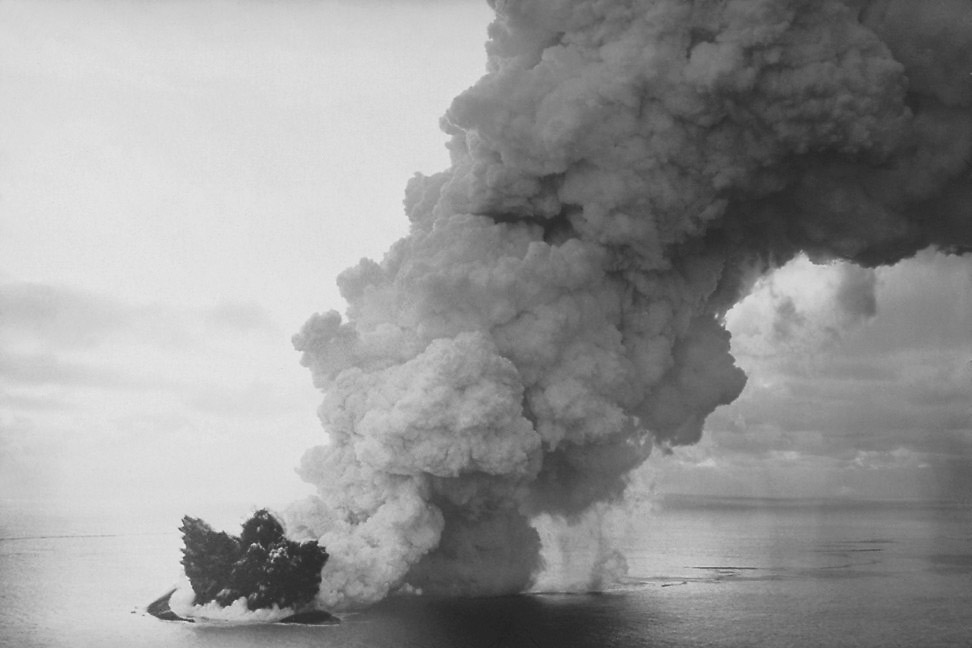
Surtsey, 1963

#### Mittelmeer

##### Vulkan Kolumbos
Ein historisches Beispiel bzgl. der überraschenden Entdeckung eines submarinen Vulkans ist der Vulkan Kolumbos in der Ägäis. Er wurde im Jahre 1650 entdeckt, als bei einer explosiven Eruption des Kolumbos 70 Menschen auf Santorin ums Leben kamen.

##### Vulkan Empedokles
Ein weiteres Beispiel ist der Vulkan Empedokles in der Straße von Sizilien. Er wurde erst 2006 entdeckt, während die zum gleichen Vulkankomplex gehörende ehemalige Insel Ferdinandea bereits seit 1831 bekannt ist.

##### Tyrrhenisches Meer
In Italien plant man weitere Untersuchungen submariner Vulkane im Tyrrhenischen Meer, z. B. des Marsili, unter anderem wegen eventueller Flankenkollapse und deren Tsunamipotentials.
Eine amerikanische Expedition fand im Jahre 2006 Spuren von Blei, das man bis nach Australien verfolgen konnte, am Unterwasservulkan Marsili, rund 150 km vor der Westküste von Italien.

#### Atlantik

##### Island
In Island interessiert man sich für die unterseeischen Fortsetzungen des Mittelatlantischen Rückens nördlich und südwestlich von Island. Das betrifft neben der Tjörnesfrakturzone und dem Kolbeinseyrücken im Norden der Insel vor allem den Reykjanesrücken, den Island im Süden vorgelagerten Teil. Man hat dort zum Beispiel 2007 einen großen aktiven submarinen Vulkan in etwa 50 km Entfernung von der Hauptinsel entdeckt, den man Njörður nannte.

##### Tiefstgelegene Schwarze Raucher im Cayman-Graben
Eine britische Forschungsexpedition entdeckte mit ferngesteuerten Robotertauchbooten die tiefstgelegenen Schwarzen Raucher, die bisher gefunden wurden. Sie befinden sich in der Nähe der Kaimaninseln im Kaimangraben in 5000 m Tiefe.
Die Expedition mit dem Schiff RRS James Cook ist Teil eines vom britischen UK Natural Environment Research Council geförderten Projektes, das am 21. März 2010 in Trinidad begann.

#### Gakkel-Rücken 85°E
Eine auffallende Häufung von starken Erdbeben (bis über 5 auf der Richter-Skala) stellte man 1999 am sogenannten Gakkel-Rücken, der arktischen Fortsetzung des Mittelatlantischen Rückens zwischen Sibirien und Grönland, fest. Es handelte sich um 200 Erdbeben dieser Stärke innerhalb von 7 Monaten. Die SCICEX-Expedition überprüfte das Gebiet in der Zeit zweimal und entdeckte frische Lavaströme an einem submarinen Vulkan bei 85° E. Das Ereignis weckte das Interesse der Geowissenschaftler nicht zuletzt durch den langen Zeitraum, über den es sich erstreckte. Vorherige Erkenntnisse belegten submarine Eruptionen nur über Zeiträume von bis zu rund vier Wochen.
Die Amore-2001-Expedition des Alfred-Wegener-Instituts konnte 2001 gegenwärtige eruptive Tätigkeit durch Tremormessungen und Aufnahmen von Explosionsgeräuschen auf dem Meeresboden bei demselben Vulkankomplex nachweisen. Eine weitere internationale Expedition zum selben Vulkankomplex im Jahre 2007 erfasste genauere Daten.

#### Pazifik

##### Japan
Ein unterseeischer Vulkan namens Fukutoku-Okanoba eruptierte am 2. Juli 2005 vor der Japanischen Küste etwa 1300 km von Tokio entfernt. Der Vulkan war bekannt für regelmäßige Eruptionen im 20. Jahrhundert, zuletzt 1992. Auch gelang es ihm 1986 eine Insel zu bilden, die aber nur kurzfristig Bestand hatte, bevor sie vom Meer erodiert wurde.

##### Eruptionen des „Hunga Tonga-Hunga Haʻapai“ bei Tonga

Aufnahme des Hunga-Tonga-Ausbruchs am 15. Januar 2022 durch den über dem Äquator befindlichen geostationären Wettersatelliten GOES-17 – maximaler Durchmesser der Aschewolke ca. 470 km

Die erste bestätigte Eruption des submarinen Vulkans Hunga Tonga-Hunga Haʻapai im Inselstaat Tonga im Pazifischen Ozean ereignete im Mittelalter. Im 20. Jahrhundert sind drei Ausbrüche dokumentiert. 
Im März 2009 sowie zwischen Dezember 2014 und Januar 2015 folgten zwei Ausbrüche der Stärke 2 VEI. 
Am 20. Dezember 2021 begann eine weitere aktive Phase, die am 15. Januar 2022 in einem Ausbruch der Stärke 5 gipfelte. Analysen von Vulkanologen ergaben, dass es sich um eine der stärksten jemals gemessenen Eruptionen handelte.

##### Kartographierung vor Kamtschatka
2009 gelang es einem deutsch-russischen Forscherteam unter wissenschaftlicher Leitung der Bundesanstalt für Geowissenschaften und Rohstoffe (BGR) 2700 km Meeresboden um die untermeerischen Vulkane der Emperor-Seamount-Kette vor der russischen Halbinsel Kamtschatka zu vermessen. Die Expedition im Nordwestpazifik auf dem deutschen Forschungsschiff „Sonne“ dauerte drei Wochen.
Die erloschenen Vulkane erheben sich bis zu 4500 m über den Meeresboden. Die elastische Kruste verbiegt sich unter ihnen. Die Wissenschaftler fanden eine 700 km lange Bruchzone. An der Abbruchkante stellte man einen Höhenunterschied von 1000 m zwischen den Platten fest. Die Vulkane, die sich ursprünglich im Bereich des Hawaii-Archipels gebildet hatten, sind mit der Pazifischen Platte nach Nordwesten zur Kamtschatka gewandert und tauchen dort langsam unter die Nordamerikanische Platte ab, wobei sie entscheidenden Einfluss auf die Geologie der Halbinsel Kamtschatka, deren Erdbeben- und vulkanische Tätigkeit ausüben.

##### Entwicklung eines submarinen Vulkans und seiner Umgebung auf den Marianen
Im Gebiet der Marianen im Pazifik konnte ein internationales Forscherteam unter der Leitung der Oregon State University die Entwicklung eines submarinen Vulkans mitverfolgen, den sie NW Rota-1 nannten. Der etwa 520 m unter der Meeresoberfläche gelegene Vulkan wurde 2004 entdeckt und 2006 weiter genauer beobachtet. Der Vulkan scheint ständig in Aktion zu sein und hatte in der Zwischenzeit einen 40 m hohen und 300 m breiten Krater aufgebaut. Ein Unterwassermikrophon hatte den Beweis für die konstante Ausbruchstätigkeit geliefert.
Wissenschaftler untersuchten auch die am Vulkan vorhandene Fauna und entdeckten einige neue Spezies. Außerdem fiel auf, dass mit gestiegener Aktivität anscheinend die Umgebung des Berges anziehender auf die Tiere wie z. B. Krabben, Garnelen, Schnecken und Seepocken wirkte. Die Tiere ernähren sich von Bakterien, die sich am Vulkanschlot ansiedeln. Sie sind an Lebensbedingungen angepasst, die auf andere toxisch wirken würden.
Eine der Garnelarten, eine bisher unbekannte Spezies, wird im Erwachsenenalter zum Raubtier und Aasfresser, der sich u. a. von anderen Garnelenarten und vom Vulkan getöteten Fischen ernährt.

#### Kama‘ehuakanaloa, die nächste Hawaii-Insel?

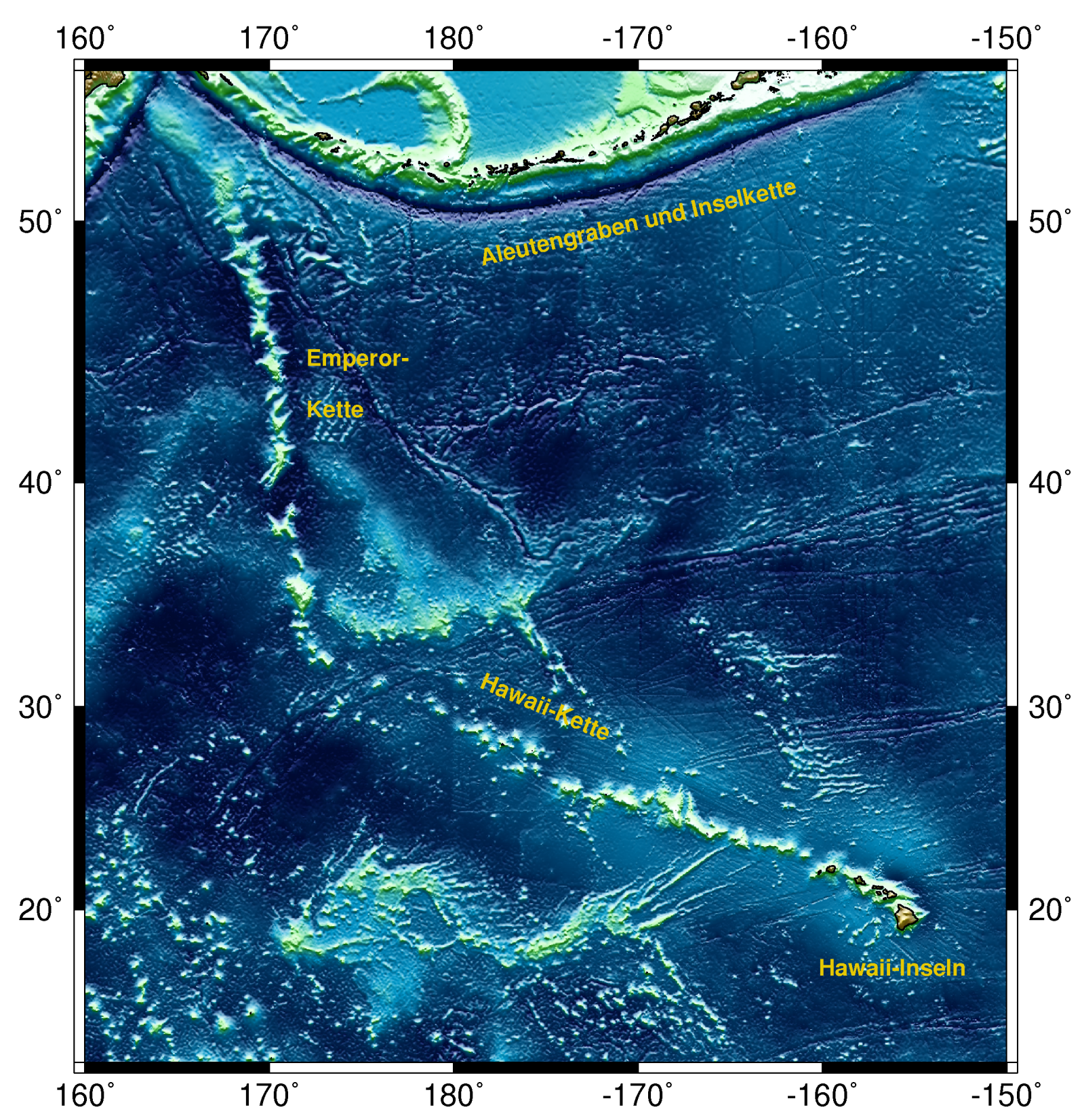
Hawaii-Emperor-Kette

Der submarine Vulkan Kama‘ehuakanaloa liegt über dem Hot Spot von Hawaii und wird vermutlich die nächste dortige Insel bilden. Dies wird allerdings noch etwas dauern, liegt doch der Gipfel des unterseeischen Berges derzeit etwa 1000 m unter der Meeresoberfläche.
Die staatliche amerikanische Forschungsinstitution NOAA hat den Vulkan genau untersucht. Sie unterhält in Hawaii ein spezialisiertes Unterwasserforschungszentrum.
Dabei ergab sich, dass der Vulkan drei Gipfelkrater besitzt. Zahlreiche hydrothermale Quellen finden sich an den Wänden des jüngsten Kraters, der sich 1996 bildete. Das ihnen entströmende Wasser-Gas-Gemisch ist bis zu 200 °C heiß.

### Fotos und Videos
- Video einer submarinen Eruption nahe Japan mit Erläuterungen – NOAA-Projekt (englisch)
- Video eines submarinen Vulkanausbruchs im Pazifik (abgerufen am 31. Oktober 2011)
- Forschungsschiff „Nautilus“, Projekt Mittelmeer 2011 (mit Videos, englisch)

### Wissenschaftliche Beiträge
- Anthony B. Watts: Research: The deep structure of oceanic islands and seamounts. Website des Autors.
- Deep-sea volcanoes don’t just produce lava flows, they also explode. auf phys.org.
- Richard Smith, David J. Lowe und Ian Wright: Volcanoes – The Kermadec Ridge: submarine volcanoes. The Encyclopedia of New Zealand (englisch)
- V. Paoletti et al.: Magnetic signature of submarine volcanoes in the Phlegrean Fields-Ischia Ridge (North-Western side of the Bay of Naples, Southern Italy). In: Annals of Geophysics, Bd. 51, Nr. 4, August 2008.
- Steven Carey, Haraldur Sigurdsson: Exploring submarine Arc volcanoes. Special issue on Ocean Exploration. In: Oceanography, Bd. 20, Nr. 4, Dezember 2007, doi:10.5670/oceanog.2007.08.
- A. Klügel et al.: Fluid venting at Cretaceous seamount, Canary Archypelago. Goldschmidt Conference Abstracts, 2007 (zu einem Seamount bei El Hierro).
- Robert W. Embley et al.: Long-term eruptive activity at a submarine arc volcano. In: Nature, Letters, Bd. 441, 25. Mai 2006.
- Intro to Hydrothermal Activity and Event Plumes (aka Megaplumes) from Submarine Eruptions. Lecture, School of Ocean and Earth Science and Technology, Hawaii, Fall 2011 (Einführung zu hydrothermalen Erscheinungen und Plumes von submarinen Eruptionen).
- R. P. Dziak et al.: Observations of regional seismicity and local harmonic tremor at Brothers volcano, south Kermadec arc, using an ocean bottom hydrophone array. In: Journal of Geophysical Research, Bd. 113, 2008, doi:10.1029/2007JB005533.
- Sharon R. Allen, Jocelyn McPhie: Products of neptunian eruptions. In: Geology, Bd. 37, Nr. 7, S. 639–642, doi:10.1130/G30007A.1.
- Erik Klemetti: Hydrovolcanism: When Magma and Water Mix. Wired Science blogs, 11. November 2011.
- Anthony B. Watts et al.: Rapid rates of growth and collapse of Monowai submarine volcano in the Kermadec Arc. In: Nature Geoscience, Nr. 5, 2012, S. 510–15.

### Presseberichte
- D. Shukman: Rise and fall of underwater volcano revealed, BBC News, 13. Mai 2012 (englisch)
- D. Shukman: Undersea mountains march into abyss, BBC News, 5. Dezember 2011 (mit Video, englisch)
- M. Field et al.: 25-000-sq-km-sea-of-pumice-floats-off-New-Zealand auf stuff.co.nz, 10. August 2012 (englisch)